# Менса
Ме́нса (лат. Mensa — «стол») — крупнейшее и старейшее общество людей с высоким коэффициентом интеллекта; некоммерческая организация, открытая для всех, кто сдал стандартизованные тесты на IQ лучше, чем 98 % населения. Тест должен сдаваться в присутствии наблюдателей.
Организация имеет национальные группы в 50 странах мира, а количество членов превышает 120 тысяч человек из около 100 стран.

## История происхождения названия
Изначально планировалось название Mens (с лат. — «разум»), но, чтобы избежать разногласий, общество назвали Менса (с лат. — «стол, застолье»). Подразумевается идея круглого стола, где раса, национальность, политические взгляды и т. п. не имеют значения. На эмблеме организации изображён квадратный стол — так называемый стол Парсонс, у которого видны только три ножки.

## История организации
Роналд Беррил, австралийский барристер, и профессор Ланцелот Ваер, английский учёный и адвокат, основали Менсу в Англии в 1946 году. У них была идея создания общества для умных людей, с единственным требованием для вступления — высоким уровнем IQ.
Они хотели создать неполитическое сообщество, свободное от всех социальных различий (расы, религии, и так далее). Сообщество было открыто для всех людей, независимо от их происхождения, чей IQ соответствовал заданным требованиям, для того, чтобы люди могли получать удовольствие от общения друг с другом и участвовать в разнообразных социальных и культурных событиях.
Менса принимает участников, набравших больше баллов, чем 98 % сдававших определённые стандартные тесты (например Стэнфорд-Бине). Так как разные тесты показывают разное количество баллов, то не имеет смысла сравнивать количество баллов IQ, только проценты. Например минимальный допустимый результат для принятия в Менсу теста Стэнфорд-Бине будет 132, а теста Кэттелла будет 148.
Кроме цели предоставить возможность умным людям общаться друг с другом, Менса также преследует другие цели и задачи. Например, организация участвует в программах для одарённых детей, развития грамотности, предоставляет стипендии.

## Цели Менсы
Устав организации определяет следующие три цели:
- поддержка и развитие человеческого интеллекта на пользу человечества;
- поддержка исследований природы, характеристик и использования интеллекта;
- предоставление членам общества среды, дающей им возможность интеллектуального развития.

Устав Менсы также гласит, что «Менса состоит из членов, представляющих много разных точек зрения. Следовательно, Менса не может выражать мнение Менсы, вовлекаться в любые политические действия, кроме как публиковать результаты своих исследований, или иметь любые идеологические, философские, политические или религиозные убеждения».
Менса опубликовала много книг, в том числе «Поэзия Менсы» (1966), антология стихов, написанных членами Менсы со всего мира, на разных языках. Менса Фаундейшн, отдельная американская благотворительная корпорация, редактирует и издаёт свой собственный журнал исследований Менсы, в которой печатаются статьи как членов, так и не членов Менсы, статьи на разные темы, обсуждающие концепцию и измерение интеллекта. Национальные группы также издают разные периодические издания, такие как Белютено Менсы, ежемесячное издание американской Менсы и Журнал Менсы, ежемесячное издание английской Менсы.
На 50-й годовщине Менсы профессор Вайр, один из создателей организации, обратился к её членам с заявлением, что он надеется, что «Менса будет иметь роль в обществе, когда она выйдет из возраста младенчества и детства». Он также сказал: «Я очень разочарован, что так много членов общества проводят так много времени, решая задачки», и выразил своё пожелание, чтобы члены Менсы решали настоящие проблемы, существующие в мире.

## Структура организации
Международная Менса состоит из более чем 120 тысяч членов в пятидесяти национальных группах. Люди, которые живут в странах, где есть группа, могут присоединиться к ней, а те, кто живёт в стране, где организации ещё нет, могут присоединиться напрямую к Международной Менсе. Две самых больших организации — это американская Менса, в которой больше 56 тысяч членов, и британская Менса, в которой примерно 25,5 тысяч членов. Большие группы разделяются на более маленькие. Например, Менса США разделена на 134 местных группы, в самой большой из которых больше 2 тысяч членов, а в самой маленькой меньше ста.
Кроме того, члены Менсы могут организовывать группы по интересам (англ. Special Interest Group или SIGs) на международном, национальном или местном уровне. Эти группы показывают широкий спектр интересов, от простых до весьма необычных, от клуба мотоциклистов до entrepreneurial cooperations, что является результатом большого разнообразия членов организации, их профессий и различия социального происхождения. Некоторые группы по интересам принадлежат к географическим группам, в то время как другие действуют независимо от официальной иерархии. Также существует множество электронных групп по интересам (eSIGs), которые в основном действуют как рассылки по электронной почте; члены этих групп могут иногда встречаться друг с другом или не встречаться никогда.

## Собрания
В Менсе происходит много мероприятий для членов, как местного, так и международного масштаба. Многие страны устраивают ежегодное собрание. Оно происходит каждый год в разных городах, с докладами, танцами и популярными среди Менсы играми (Гарнелли, Покер, Мафия, Эрудит, шахматы) и другими развлечениями. Американская и канадская Менса обычно собираются в День независимости США и в День Канады.
Подобные мероприятия происходят на региональном уровне в разных городах, чтобы привлечь членов из большей географической области. Самое крупное мероприятие происходит ежегодно в районе Чикаго, по времени — около Хэллоуина. Одним из важных моментов мероприятия является костюмированный бал и соревнования на лучшую шутку. Многие члены Менсы планируют свои отпуска так, чтобы у них была возможность посетить региональное собрание в другой части страны (как, например, в Чикаго) и делают из этого семейную ежегодную традицию. Некоторые члены Менсы посещают 6 региональных собраний ежегодно.
В 2006 всемирное собрание Менсы происходило с 8 августа по 13 августа в Орландо, Флорида, чтобы отпраздновать 60-ю годовщину основания организации. Примерно 2500 членов более чем из 30 стран собрались на этот праздник. Международный совет директоров Менсы также провел там официальное собрание.
Английское ежегодное собрание 2006 года прошло в Ноттингеме с 28 сентября по 2 октября. Оно включало празднование 60-го дня рождения Менсы 1 октября 2006 (1 октября 1946 — день, в которой Беррилл и Вейр оформили бумаги для организации общества).

## Мнения и критика
Фантаст А. Азимов имел коэффициент интеллекта, равный 160 и долгое время состоял в обществе «Менса», однако крайне скептически относился и к этому обществу, и к самой идее IQ.

Сколько бы ни был высок их IQ на бумаге, они были столь же иррациональны, как и все остальные. Некоторые [из членов общества] считали себя членами некой превосходящей всех группы, достойной править миром, а к не-менсовцам относились как к недостойным. <...> Хуже того, среди них были группы, которые признавали астрологию, имели антинаучные взгляды и любили разнообразный интеллектуальный мусор.
В итоге он вышел из «Менса», устав от горделивости его членов и их непрерывных попыток членов возвыситься друг над другом.